# Monteur (patron de conception)
 (octobre 2014).
- Si vous ne connaissez pas le sujet, laissez ce bandeau (vous pouvez alors contacter les auteurs).
- Si vous supprimez le contenu mis en cause (vous pouvez préalablement contacter les auteurs),

argumentez précisément cette suppression dans la page de discussion
(un manque de référence n'est pas un argument ; une recherche réelle de référence doit avoir été effectuée, être formellement documentée).
 (octobre 2014).
Si vous disposez d'ouvrages ou d'articles de référence ou si vous connaissez des sites web de qualité traitant du thème abordé ici, merci de compléter l'article en donnant les références utiles à sa vérifiabilité et en les liant à la section « Notes et références ».
 (octobre 2014).
Pour la profession dans le secteur du cinéma, voir Monteur.
Un monteur (builder) est un patron de conception utilisé en programmation pour la création d'objets complexes à partir d'un objet source. L'objet source peut consister en une variété de parties contribuant individuellement à la création de chaque objet complet grâce à un ensemble d'appels à l'interface commune de la classe abstraite Monteur.
Par exemple, l'objet source peut être une liste de caractères ou d'images dans un message qui doit être codé. Dans ce cas, un objet directeur est nécessaire pour fournir des informations concernant l'objet source à la classe Monteur. La classe Monteur abstraite pourrait être une liste d'appel de l'interface que la classe directeur utilise comme handleCharacter() ou handleImage(). Chaque version concrète de la classe Monteur pourrait implémenter une méthode pour ces appels, ou bien simplement ignorer l'information si appelée. Un exemple de monteur concret serait enigmaBuilder qui chiffrerait le texte, mais ignorerait les images.
Dans l'exemple précédent, le logiciel va créer une classe Monteur spécifique, enigmaBuilder. Cet objet est passé à un objet directeur simple qui effectue une itération à travers chaque donnée du message principal de l'objet source. La classe monteur crée, incrémentalement, son projet final.
Finalement, le code principal va demander l'objet final depuis le Monteur et ensuite détruire celui-ci et l'objet directeur. Par la suite, si jamais un remplacement de la technique de chiffrement d’ enigmaBuilder par une autre se faisait sentir, une nouvelle classe Monteur pourrait être substituée avec peu de changements pour la classe directeur et le code principal. En effet, le seul changement serait la classe Monteur actuelle passée en paramètre au directeur.
Son but est de séparer la construction d'un objet complexe de la représentation afin que le même processus de construction puisse créer différentes représentations.

## Diagramme de classes
- Monteur
  - classe abstraite qui contient le produit
- Monteur concret
  - fournit une implémentation de Monteur
  - construit et assemble les différentes parties des produits
- Directeur
  - construit un objet utilisant la méthode de conception Monteur
- Produit
  - l'objet complexe en cours de construction

## Exemple

### Java
```
/* Produit */

class
 
Pizza
 
{

  
private
 
String
 
pate
 
=
 
""
;

  
private
 
String
 
sauce
 
=
 
""
;

  
private
 
String
 
garniture
 
=
 
""
;

  
public
 
void
 
setPate
(
String
 
pate
)
          
{
 
this
.
pate
 
=
 
pate
;
 
}

  
public
 
void
 
setSauce
(
String
 
sauce
)
         
{
 
this
.
sauce
 
=
 
sauce
;
 
}

  
public
 
void
 
setGarniture
(
String
 
garniture
)
 
{
 
this
.
garniture
 
=
 
garniture
;
 
}

}

/* Monteur */

abstract
 
class
 
MonteurPizza
 
{

  
protected
 
Pizza
 
pizza
;

  
public
 
Pizza
 
getPizza
()
 
{
 
return
 
pizza
;
 
}

  
public
 
void
 
creerNouvellePizza
()
 
{
 
pizza
 
=
 
new
 
Pizza
();
 
}

  
public
 
abstract
 
void
 
monterPate
();

  
public
 
abstract
 
void
 
monterSauce
();

  
public
 
abstract
 
void
 
monterGarniture
();

}

/* MonteurConcret */

class
 
MonteurPizzaReine
 
extends
 
MonteurPizza
 
{

  
public
 
void
 
monterPate
()
      
{
 
pizza
.
setPate
(
"croisée"
);
 
}

  
public
 
void
 
monterSauce
()
     
{
 
pizza
.
setSauce
(
"douce"
);
 
}

  
public
 
void
 
monterGarniture
()
 
{
 
pizza
.
setGarniture
(
"jambon+champignon"
);
 
}

}

/* MonteurConcret */

class
 
MonteurPizzaPiquante
 
extends
 
MonteurPizza
 
{

  
public
 
void
 
monterPate
()
      
{
 
pizza
.
setPate
(
"feuilletée"
);
 
}

  
public
 
void
 
monterSauce
()
     
{
 
pizza
.
setSauce
(
"piquante"
);
 
}

  
public
 
void
 
monterGarniture
()
 
{
 
pizza
.
setGarniture
(
"pepperoni+salami"
);
 
}

}

/* Directeur */

class
 
Serveur
 
{

  
private
 
MonteurPizza
 
monteurPizza
;

  
public
 
void
 
setMonteurPizza
(
MonteurPizza
 
mp
)
 
{
 
monteurPizza
 
=
 
mp
;
 
}

  
public
 
Pizza
 
getPizza
()
 
{
 
return
 
monteurPizza
.
getPizza
();
 
}

  
public
 
void
 
construirePizza
()
 
{

    
monteurPizza
.
creerNouvellePizza
();

    
monteurPizza
.
monterPate
();

    
monteurPizza
.
monterSauce
();

    
monteurPizza
.
monterGarniture
();

  
}

}

/* Un client commandant une pizza. */

class
 
ExempleMonteur
 
{

  
public
 
static
 
void
 
main
(
String
[]
 
args
)
 
{

    
Serveur
 
serveur
 
=
 
new
 
Serveur
();

    
MonteurPizza
 
monteurPizzaReine
  
=
 
new
 
MonteurPizzaReine
();

    
MonteurPizza
 
monteurPizzaPiquante
 
=
 
new
 
MonteurPizzaPiquante
();

    
serveur
.
setMonteurPizza
(
monteurPizzaReine
);

    
serveur
.
construirePizza
();

    
Pizza
 
pizzas
 
=
 
serveur
.
getPizza
();

  
}

}

```

En Java, la désignation chainée est une approche conseillée pour la réalisation de monteurs.

### PHP
```
/* Produit */

class
 
Pizza
 
{

  
private
 
$_pate
 
=
 
""
;

  
private
 
$_sauce
 
=
 
""
;

  
private
 
$_garniture
 
=
 
""
;

  
public
 
function
 
setPate
(
$pate
)

  
{
 
    
$this
->
_pate
 
=
 
$pate
;
 
  
}

  
public
 
function
 
setSauce
(
$sauce
)

  
{
 
    
$this
->
_sauce
 
=
 
$sauce
;
 
  
}

  
public
 
function
 
setGarniture
(
$garniture
)
 
  
{
 
    
$this
->
_garniture
 
=
 
$garniture
;
 
  
}

}

/* Monteur */

abstract
 
class
 
MonteurPizza
 
{

  
protected
 
$_pizza
;

    
public
 
function
 
getPizza
()

    
{
 
      
return
 
$this
->
_pizza
;
 
    
}

    
public
 
function
 
creerNouvellePizza
()
 
{

      
$this
->
_pizza
 
=
 
new
 
Pizza
();
 
    
}

  
abstract
 
public
 
function
 
monterPate
();

  
abstract
 
public
 
function
 
monterSauce
();

  
abstract
 
public
 
function
 
monterGarniture
();

}

/* MonteurConcret */

class
 
MonteurPizzaReine
 
extends
 
MonteurPizza
 
{

  
public
 
function
 
monterPate
()
      
  
{

    
$this
->
_pizza
->
setPate
(
"croisée"
);
 
  
}

  
public
 
function
 
monterSauce
()
     
  
{

    
$this
->
_pizza
->
setSauce
(
"douce"
);
 
  
}

  
public
 
function
 
monterGarniture
()
 
  
{
 
    
$this
->
_pizza
->
setGarniture
(
"jambon+champignon"
);
 
  
}

}

/* MonteurConcret */

class
 
MonteurPizzaPiquante
 
extends
 
MonteurPizza
 
{

  
public
 
function
 
monterPate
()
      
  
{
 
    
$this
->
_pizza
->
setPate
(
"feuilletée"
);
 
  
}

  
public
 
function
 
monterSauce
()
     
  
{

    
$this
->
_pizza
->
setSauce
(
"piquante"
);
 
  
}

  
public
 
function
 
monterGarniture
()
 
  
{

    
$this
->
_pizza
->
setGarniture
(
"pepperoni+salami"
);

  
}

}

/* Directeur */

class
 
Serveur
 
{

  
private
 
$_monteurPizza
;

  
public
 
function
 
setMonteurPizza
(
MonteurPizza
 
$mp
)
 
  
{
 
    
$this
->
_monteurPizza
 
=
 
$mp
;
 
  
}

  
public
 
function
 
getPizza
()

  
{
 
    
return
 
$this
->
_monteurPizza
->
getPizza
();
 
  
}

  
public
 
function
 
construirePizza
()
 
{

    
$this
->
_monteurPizza
->
creerNouvellePizza
();

    
$this
->
_monteurPizza
->
monterPate
();

    
$this
->
_monteurPizza
->
monterSauce
();

    
$this
->
_monteurPizza
->
monterGarniture
();

  
}

}

/* Un client commandant une pizza. */

$serveur
 
=
 
new
 
Serveur
();

$monteurPizzaReine
 
=
 
new
 
MonteurPizzaReine
();

$monteurPizzaPiquante
 
=
 
new
 
MonteurPizzaPiquante
();

$serveur
->
setMonteurPizza
(
$monteurPizzaReine
);

$serveur
->
construirePizza
();

$pizza
 
=
 
$serveur
->
getPizza
();

```

### Patrons associés
- Fabrique
- Fabrique abstraite
- Patron de méthode